# Jan Bujak
Jan Bujak (ur. 3 lutego 1931 w Zakopanem, zm. 23 września 1991) – polski etnograf.

## Życiorys
Był synem znanego działacza Polskiego Towarzystwa Tatrzańskiego. 
Studiował w Katedrze Etnografii Słowian Uniwersytetu Jagiellońskiego. Po ukończeniu studiów w 1956 zaczął pracować w Muzeum im. Władysława Orkana w Rabce. Kierując muzeum, gromadził w nim eksponaty z terenu Gorców, Podhala, Spisza i Orawy. Prowadził też badania etnograficzne; organizował konkursy, m.in. przeglądy palm wielkanocnych, podłaźników, pająków, gwiazd kolędniczych, turoniów. 
W 1962 rozpoczął studia doktoranckie na Uniwersytecie Jagiellońskim, a później został pracownikiem Katedry Etnografii Słowian UJ. Prowadził w tym zakresie badania naukowe na terenie Podhala, Spisza i Orawy. W 1991 habilitował się na UJ na podstawie pracy "Zabawki w Europie". 
Był członkiem Rady Naukowej Muzeum Tatrzańskiego w Zakopanem, Muzeum Podhalańskiego w Nowym Targu, skansenu w Zubrzycy, Muzeum Regionalnego w Suchej Beskidzkiej oraz Komisji Muzealnej Oddziału PTTK w Nowym Sączu i Nowym Targu. Należał do Podhalańskiego Towarzystwa Przyjaciół Nauk w Nowym Targu. Był członkiem założycielem Towarzystwa Przyjaciół Orawy. Był członkiem redakcji "Rocznika Podhalańskiego".
Był autorem wielu prac naukowych i popularnonaukowych, których duża część jest poświęcona góralszczyźnie. Publikował na łamach czasopism naukowych m.in. w "Etnografii Polskiej", "Wierchów", "Kwartalnika Historii Kultury Materialnej", "Rocznika Podhalańskiego", a także min. na łamach takich dzienników i tygodników jak "Gazeta Krakowska", "Głos Młodzieży", "Nasza Ojczyzna", "Przekrój", "Razem", oraz w periodykach "Podhalanka", "Turysta".
Jego żoną była Bogdana Pilichowska.
Pochowany na cmentarzu Bronowickim w Krakowie.

## Wybrane publikacje
- Zarys kultury ludowej Rabki, wyd. 1 – Rabka 1961; wyd. 2  Rabka 1965.
- Galficarstwo w Rabce, Rabka 1964
- Volkunst der Tatra in Polen, Linz 1965
- Ludowe obrzędy doroczne w okolicach Rabki, Rabka 1972
- Regionalizm a świadomość narodowa (na przykładzie regionalizmu podhalańskiego), Zeszyty Naukowe UJ "Prace Etnograficzne", z. 10: 1077, s. 21–33.